# Арним Зола
Арни́м Зо́ла (англ. Arnim Zola) — персонаж из вселенной Marvel Comics. Является гением в биохимии и серьёзным противником Мстителей.

## История создания
Был создан Джеком Кирби и впервые появился в комиксе Captain America #208 (апрель 1977).

## Биография
Слабый карлик Арним Зола родился в Швейцарии. С детства Арним искал способ избавиться от физических недостатков и, заинтересовавшись генетикой, стал учеником Владислава Шинского. Исследуя родовой замок, Зола нашёл таинственные бумаги, добытые его предками во время Крестовых Походов. Изучив их, он узнал, что это были исследования расы Девиантов в области генной инженерии, превосходящие людские в десятки раз. Используя эти записи, Арним стал первым генным инженером в истории. В 1928 Арним принял участие в первой конференции учёных-генетиков вместе с Джонатаном Дрю, Гербертом Видхэмом и Ноа Блэком. Позже Зола начал сотрудничать с нелюдем Фаэдером, который помогал ему с исследованиями.

### Вторая Мировая
Вскоре исследования Золы поддержала нацистская партия, которая собиралась использовать их, чтобы создать высшую расу. Первым делом Арним помог Барону Земо в разработке серии роботов. В конечном счёте Зола разработал технологию перемещения разума и презентовал её Адольфу Гитлеру, подключив его к устройству, которое переместило бы разум в клона после смерти. Клон фюрера в итоге получил известность как Владыка Ненависти.
Также при помощи этого устройства Зола переместил свой разум в робота. Он предлагал пройти через эту процедуру и Земо, но тот отказался.
После поражения Германии Красный Череп помог Арниму скрыться в Южной Америке. Зола продолжил исследования по созданию суперсолдат, создав мутантов Прима и Тесто. Когда их базу нашёл Капитан Америка, то его захватил в плен ещё один мутант — Человек-Рыба. Впрочем, у Кэпа получилось бежать.
Следующим проектом Золы и Черепа стало создание Космического Куба, в котором оказалась заточена душа Владыки Ненависти. После этого, база Арнима была уничтожена «Щ.И.Т.ом». Когда Череп стал слишком стар, Арним клонировал Капитана Америку и переместил разум Черепа в тело клона.

### Наше время
На некоторое время Арним прервал сотрудничество с Черепом и начал работать с временными помощниками вроде Эдварда Уилана, которого в итоге превратил в монстра Паразита.
В рамках эксперимента Зола добыл ДНК многих покойных злодеев и героев и клонировал их всех. Почти всех клонов уничтожил Дэдпул. Исключением стали четыре клона Гвен Стейси, которых Уэйд собирался забрать себе. Те сбежали и разбились на самолете.
Когда Арним попытался похитить исследования Брюса Баннера, то, казалось бы, погиб во взрыве обсерватории. Однако он выжил и сразился с ирландской супергероиней Шэмрок. Клевер удачи, которым пользовалась героиня, вызвал поломку его тела, и то взорвалось.
Через некоторое время он начал собирать людей с волчьими силами, в том числе и Человека-Волка Джона Джеймсона. Когда Кэп пришёл спасти Джона, то был пойман Золой и сам превращён в Человека-Волка. Естественно, Стив сбежал и освободил других пленников учёного.
После разрушительных действий Натиска Арним собирал в Нью-Йорке людей и наделял их силами. Одной из подопытных учёного стала девушка по имени Хелен Такахама, ставшая героиней Толчок. Сбежав, Хелен присоединилась к недавно основанной команде Громовержцев, и те разгромили учёного.
Следующими покровителями Арнима стали члены секретной организации Тайная Империя. Империя использовала Золу, чтобы создать свою армию сверхлюдей. Громовержцы вновь сорвали его планы.
После этого Кэп и его союзник Громобой отправились на штурм одной из баз Черепа, и Зола отправил Тесто поймать их. Громобой уничтожил мутанта, и Арним сбежал. Однако он вновь создал Тесто и использовал его для похищения правителя Мадрипура. В итоге он столкнулся с Росомахой и Кабелем. Пока те сражались с Золой и Примом, Гадюка и Тесто ухитрились сбежать.

### Гражданская война
Затем он вновь поступил на службу к Черепу. Вместе с Доктором Фаустусом Арним организовал убийство Капитана Америки руками Шэрон Картер. Затем Череп поручил Арниму разобраться с технологией Доктора Дума, которая должна была извлечь разум Черепа из тела Александра Лукина и переместить в тело сына Шэрон.
Но когда «Щ.И.Т.» начал штурм их базы, Шэрон сумела освободиться из-под контроля и убить Лукина, так что Арниму пришлось перекачивать разум Черепа в робо-тело, такое же, как у него. Считалось, что из-за опытов Золы у Шэрон случился выкидыш, но так ли это — неизвестно. Тело самого Арнима уничтожил Гендиректор. Застряв в компьютерах, Зола связался с Норманом Озборном и рассказал ему о настоящей судьбе Капитана Америки и о том, что машина Дума должна была вернуть его из пространственно-временной ловушки, но из-за Шэрон он застрял во Второй Мировой.

### Измерение Z
Вернувшись, Кэп узнал, что Арним скрывается в другом мире, известном как Измерение Z, где время движется гораздо быстрее, чем на Земле. Арним захватил приличную территорию и назвал её Золандией, построил огромную крепость и собирал армию суперсолдат для завоевания Земли. Проникнув в крепость, Кэп спасает генно-модифицированного младенца.
Десять лет Кэп растил мальчика как своего сына — Яна Роджерса — в мирном районе Прокс. В итоге Стив и Ян возглавили восстание против пришедших армий Золы во главе с дочерью Арнима — Джет Блэк. Один из генералов армии — Капитан Золандия — был мутировавшим клоном Капитана Америки, обладал его памятью и сразу же попытался убить Стива и Яна. В итоге Арним захватывает Яна и промывает ему мозги, вновь внушая ему сыновью верность, но тот вырывается из-под контроля после выстрела в Шэрон Картер. В итоге Шэрон пожертвовала собой, чтобы уничтожить Золу и его крепость, позволив Кэпу и перешедшей на его сторону Джет вернуться на Землю, на которой прошли лишь секунды.

### «Ось»
Позже выживший Зола открыл портал из Измерения Z в Нью-Йорке и вторгся в Нью-Йорк во главе армии монстров. После битвы с его армией мутантов во главе с клонами Мстителей он ушёл с дочерью, рассорив Джет с её нынешним парнем Сэмом Уилсоном.

### Арним Зола 4.2.3.
Ущербная копия разума Золы состояла в Теневом Совете. Его судьба после поражения от рук Тайных Мстителей неизвестна.

## Силы и способности
Арним Зола не владеет никакими суперспособностями, но он — научный гений, специализирующийся в генетике и клонировании. Он может не только создавать точные копии своих «клиентов» в виде их клонов, но также создаёт монстров для поддержания выгодных цен на свои услуги.
Самым значимым творением Золы стал он сам. Он создал особенное тело, у которого не было головы, и лицо Золы с помощью голографического проектирования было размещено на его груди. Наверху находится коробка экстрасенсорного восприятия, используемая для контроля над созданными монстрами, которая также может быть использована как наступательное оружие.
Всякий раз, когда его текущее тело сильно повреждено или разрушено, Арним способен перенести своё сознание на сохранение в другое место, таким образом даруя себе бессмертие.

## Вне комиксов

### Фильмы

Тоби Джонс в роли Арнима Золы в фильме «Первый мститель» 2011 года

Арним Зола является садистом-фанатиком с психопатическими наклонностями. Работая над проектом Зимний Солдат, Арним является ответственн
- В вышедшем в 2011 году фильме «Первый мститель» Арнима Золу сыграл британский актёр Тоби Джонс. Зола является технологическим гением Гидры, который помог Красному Черепу создать оружие, которое было совмещено с силой Тессаракта. Позже был захвачен Капитаном Америка и был вынужден раскрыть местоположение базы Красного Черепа.
- В фильме «Первый мститель: Другая война» он появился в качестве искусственного интеллекта. По сюжету, он участвовал в экспериментах над Баки и лично контролировал преобразование молодого человека в Зимнего солдата. Страдая от неизлечимой болезни, в 1972 году Зола перенёс свой разум в компьютер. Когда Стив и Наташа в поисках убежища приходят на старую военную базу, в бункере они обнаруживают устройства, через которые Зола с ними общается. Он рассказывает героям о Гидре и Щ.И.Т.е, а после, во время уничтожения бункера, всё оборудование также уничтожается, и он прощается с ними.
- В фильме «Мстители: Финал» появился в качестве «пасхального яйца». Когда Тони вернулся в прошлое на базу Щ.И.Т.а за Тессерактом, в одном из компьютеров уже был ИИ Арнима Золы[2].

### Телевидение
- Арним Зола появился в коротком эпизоде в 8 серии телесериала «Агент Картер». Роль вновь исполнил Тоби Джонс.
- Арним Зола также появился в мультсериале «Великий Человек-паук» (3 сезон, 19, 21 и 22 серии и 4 сезон).
- Арним Зола появляется в двух эпизодах мультсериала «Мстители: Величайшие герои Земли» (1 сезон, эпизод 5).
- Арним Зола появляется в мультсериале «Человек-паук» 2017 года.
- Арним Зола появляется в анимационном веб-сериале «Что, если…?» (1 сезон, 8 серия).